# Gottlob Heinrich von Rapp

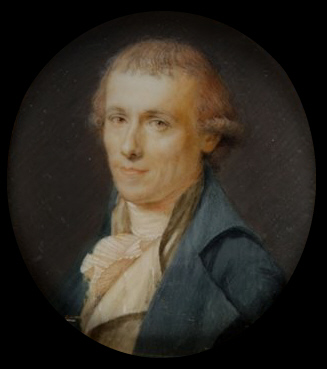
Gottlob Heinrich von Rapp auf einem Gemälde, porträtiert von Philipp Friedrich von Hetsch um 1790

Gottlob Heinrich Rapp, ab 1821 von Rapp, (* 6. Februar 1761 in Stuttgart, Herzogtum Württemberg; † 9. März 1832 in Stuttgart, Königreich Württemberg) war ein Kaufmann, Kunstfreund und Schriftsteller.

## Leben
Gottlob Heinrich Rapp war der Sohn eines Tuchhändlers, besuchte das Gymnasium und wurde von seiner Familie für den Kaufmannsberuf bestimmt, obwohl er früh eine Neigung zur Malerei entwickelt hatte. Auf Geschäfts- und Messereisen mit dem Vater konnte der junge Mann sich jedoch mit Kunstwerken, historischen Bauwerken und sehenswerten Landschaften beschäftigen, wie aus Tagebüchern hervorgeht, die Gottlob Heinrich Rapp in dieser Zeit verfasste. Nachdem seine Lehrzeit abgeschlossen war, arbeitete Rapp im elterlichen Geschäft mit, begann jedoch gleichzeitig mit einer künstlerischen Ausbildung. Er legte im Jahr 1777 ein Buch an, in dem er Auszüge aus kunstgeschichtlichen Werken sammelte, und nahm regelmäßig Zeichenunterricht. Wer in dieser Zeit sein Lehrer war, ist nicht bekannt. 1783 unternahm er eine Reise durch die Rheinlande, Belgien, Holland und Frankreich und führte dabei wiederum ein Tagebuch, aus dem hervorgeht, dass er sich unterwegs nicht nur weitere geschäftliche Fertigkeiten, sondern hauptsächlich auch Kunstkenntnisse aneignete. Bevor eine Italienreise, die der zufriedene Vater ihm nach dieser ersten Bildungsreise versprochen hatte, angetreten werden konnte, starb Gottlob Heinrich Rapps Vater und der Sohn musste zusammen mit seiner Mutter die Geschäftsführung übernehmen. 1785 heiratete er die Apothekertochter Friederike Eberhardine Walz. Aus der Ehe gingen acht Kinder hervor. 

## Kontakt mit Kulturschaffenden
Rapp zeichnete und malte auch nach der Geschäftsübernahme weiterhin eifrig und beschäftigte sich nun vor allem mit Naturstudien und Landschaftsszenen. Außerdem pflegte er regen Kontakt mit Stuttgarter Künstlern, darunter den Malern Philipp Friedrich Hetsch und Adolf Friedrich Harper sowie dem Kupferstecher Johann Gotthard Müller. Nachdem Johann Heinrich Dannecker 1790 aus Rom zurückgekehrt war, spann sich auch mit diesem Bildhauer ein lebhafter Verkehr an und schon im November 1790 heiratete Dannecker Rapps jüngere Schwester Heinrike Charlotte. Laut seinem Schüler Th. Wagner beeinflusste Rapp auch Danneckers Themenwahl: „Ohne seinen R. hätte Dannecker weder eine Ariadne, noch eine (Stuttgarter) Nymphengruppe geschaffen.“ Außerdem war er ihm als geschickter Kaufmann und Kunstschriftsteller bei der Vermarktung seiner Arbeiten behilflich. Eine gemeinsame Freundschaft mit Schiller und Goethe pflegten die Familien Rapp und Dannecker ebenfalls. Noch 20 Jahre nach Schillers Tod logierte dessen Witwe samt ihren Kindern bei Aufenthalten in Stuttgart im Rappschen Haushalt in der Stiftstraße 6. Im Jahr 1827 wurde in Stuttgart ein Verein für das Denkmal Schillers gegründet, in dem Rapp Mitglied war. Die Aufstellung der Statue im Jahr 1839 erlebte er allerdings nicht mehr. 
Goethe machte auf der Rückkehr von seiner Schweizerreise im Sommer 1797 in Stuttgart Station und wurde durch ein Empfehlungsschreiben Schillers bei Rapp eingeführt. Er legte in mehreren Tagebucheinträgen und Briefen Zeugnis über die sieben Tage ab, die er in Stuttgart verbrachte, und berichtete etwa am 14. September 1797 in einem Brief an Schiller: „Als ich bemerken konnte, daß mein Verhältniß zu R. und Dannecker im Wachsen war und Beide manchen Grundsatz, an dem mir theoretisch so viel gelegen ist, aufzufassen nicht abgeneigt waren, auch von ihrer Seite sie mir manches Angenehme, Gute und Brauchbare mittheilten, so entschloß ich mich, ihnen den Hermann vorzulesen, das ich dann auch in einem Abende vollbrachte. Ich hatte alle Ursache, mich des Effects zu erfreuen, den er hervorbrachte und es sind uns Allen diese Stunden fruchtbar geworden.“ Bis ins Jahr 1802 spann sich ein Briefwechsel zwischen Goethe und Rapp fort.

## Eigene Schriften und Förderung der Kunst
Weitere Schriftsteller, mit denen Rapp verkehrte, waren Stäudlin, Haug, Reinbeck und Matthison. Rapp unternahm auch eigene schriftstellerische Versuche. Er verfasste eine Beschreibung des Gartens in Hohenheim, deren erster Teil 1795 in Cottas Taschenbuch auf das Jahr 1795 für Natur- und Gartenfreunde erschien. Die Fortsetzungen wurden in den Jahrgängen 1796–99 des Taschen-Kalenders veröffentlicht. Dort erschienen auch die Fragmentarischen Beiträge zu ästhetischer Ausbildung des deutschen Gartengeschmacks. Rapp verfasste auch Zeichnungen von schönen Gefäße, kleinen Altären und Monumenten. Zum Gebrauch von Gartenverzierungen. Von Herrn Hofbildhauer Isopi. Diese Ausführungen wurden von Schiller in der Allgemeinen Litteraturzeitung, Nr. 332, sehr positiv rezensiert. Die Illustrationen zu der Beschreibung des Hohenheimer Gartens gingen auf Aquarelle Viktor Heideloffs zurück, der seinerseits auch zwei Bände mit kolorierten Stichen nach seinen Bildern herausgab. Sie trugen die Titel Ansichten des herzogl. württb. Landsitzes Hohenheim (Nürnberg, Frauenholz (1795) und Merkwürdigste innere Ansichten der Gebäude und Gartenpartieen in Hohenheim (drei Hefte Fol. mit einem Kupfertitel, o. O. und J.). Es ist anzunehmen, dass die erläuternden Texte zu diesen Bildbänden anonym von Rapp verfasst wurden.
Neben diesen eher wissenschaftlichen Texten versuchte sich Rapp auch an der Belletristik, doch gelten seine Idyllen mit Titeln wie Die Grotte oder Das Mädchen an der Quell oder Charakterstudien wie Die beiden Wittwen von Athen als weniger bedeutend. 
Nachdem Cotta aber 1807 das Morgenblatt für gebildete Stände gegründet hatte, aus dem später noch das Kunstblatt hervorging, entfaltete Rapp eine eifrige und erfolgreiche Tätigkeit als Kunstschriftsteller und veröffentlichte bis 1825 fast jedes Jahr Beiträge in diesen Blättern. Thema waren etwa die Werke von Johann Heinrich Dannecker, Johann Gotthard Müller, Johann Friedrich Müller, Philipp Jakob Scheffauer, Gottlieb Schick, Eberhard Wächter, Gottlob Friedrich Steinkopf und Karl Jakob Theodor Leybold, die alle in Stuttgart ansässig waren oder gewesen waren, aber auch Fragen der Archäologie oder neuer Kunsttechniken sowie auswärtige Kunsterscheinungen.
Rapp war außerdem Mitarbeiter an den Württembergischen Jahrbüchern, die Memminger gegründet hatte, und schrieb unter anderem Beiträge über die Besuche Bertel Thorvaldsens (1819) und Lord Elgins (1820/21) in Stuttgart. Auch die Entstehungsgeschichte der Boisseréeschen Sammlung dokumentierte er hier. Ziel der Beiträge in den Jahrbüchern war es, den König und die Beamtenschaft zur Förderung der Kunst zu animieren.
1827 war Rapp an der Gründung des Württembergischen Kunstvereins beteiligt. In den ersten Jahren gehörte er dem Vorstand des Verwaltungsausschusses dieser Institution an.
1829 wurde die württembergische Kunstschule gegründet, deren erstem Schulrat er angehörte und bei deren Organisation seine Vorschläge eine Rolle gespielt hatten.
Der Kunstverein und die Kunstschule entwickelten sich rasch und erfolgreich. Mit der Einrichtung eines lithographischen Instituts, die er 1807 zusammen mit Cotta unternommen hatte, hatte Rapp dagegen weniger Erfolg. Das Unternehmen löste sich schon 1810 wieder auf. Rapp verfasste über die neue Technik die Schrift Das Geheimniß des Steindruckes in seinem ganzen Umfange, praktisch und ohne Rückhalt nach eigenen Erfahrungen beschrieben von einem Liebhaber (Tübingen 1810). Ebenfalls 1807 richtete Rapp zusammen mit Cotta eine Kupferdruckerei ein, der ebenfalls der Erfolg versagt blieb. Das Kupferstichwerk Geschichte der Mahlerei in Italien nach ihrer Entwickelung, Ausbildung und Vollendung. Aus den Werken der besseren Künstler anschaulich dargestellt und mit kurzen Erläuterungen und Lebensbeschreibungen begleitet von F. und J. Riepenhausen gedieh nicht über den Umfang von zwei Heften hinaus, die 1810 erschienen.

## Öffentliche Ämter und Ehrungen
Carl Eugen ernannte Rapp 1792 zum Wechselgerichtsassessor, unter Friedrich I. führte er von 1808 bis 1816 die kaufmännische Direktion der königlichen Tabaksregie, er führte die herzogliche Spiegelfabrik, ab 1814 war er Kontrolleur bei der Hofbank und König Wilhelm machte ihn 1818 zum Geheimen Hof- und Domänenrat sowie zum Direktor der Hofbank. 1818 half er bei der Einrichtung der Württembergischen Sparkasse und wurde einer ihrer Vorsteher. 1821 erhielt er noch das Ritterkreuz des württembergischen Kronordens, mit dem der persönliche Adel verbunden war. 1830 zog sich Rapp aus seinen Ämtern zurück.

## Familie
Gustav Schwab war ein Sohn einer älteren Schwester und damit ein Neffe Gottlob Heinrich Rapps. Sein zweiter Sohn, Moritz Rapp, wurde Professor in Tübingen, seine Tochter Mathilde heiratete Sulpiz Boisserée. Eine andere Tochter heiratete einen Sohn des mit Rapp befreundeten Johann Rudolf Zumsteeg.

## Porträts

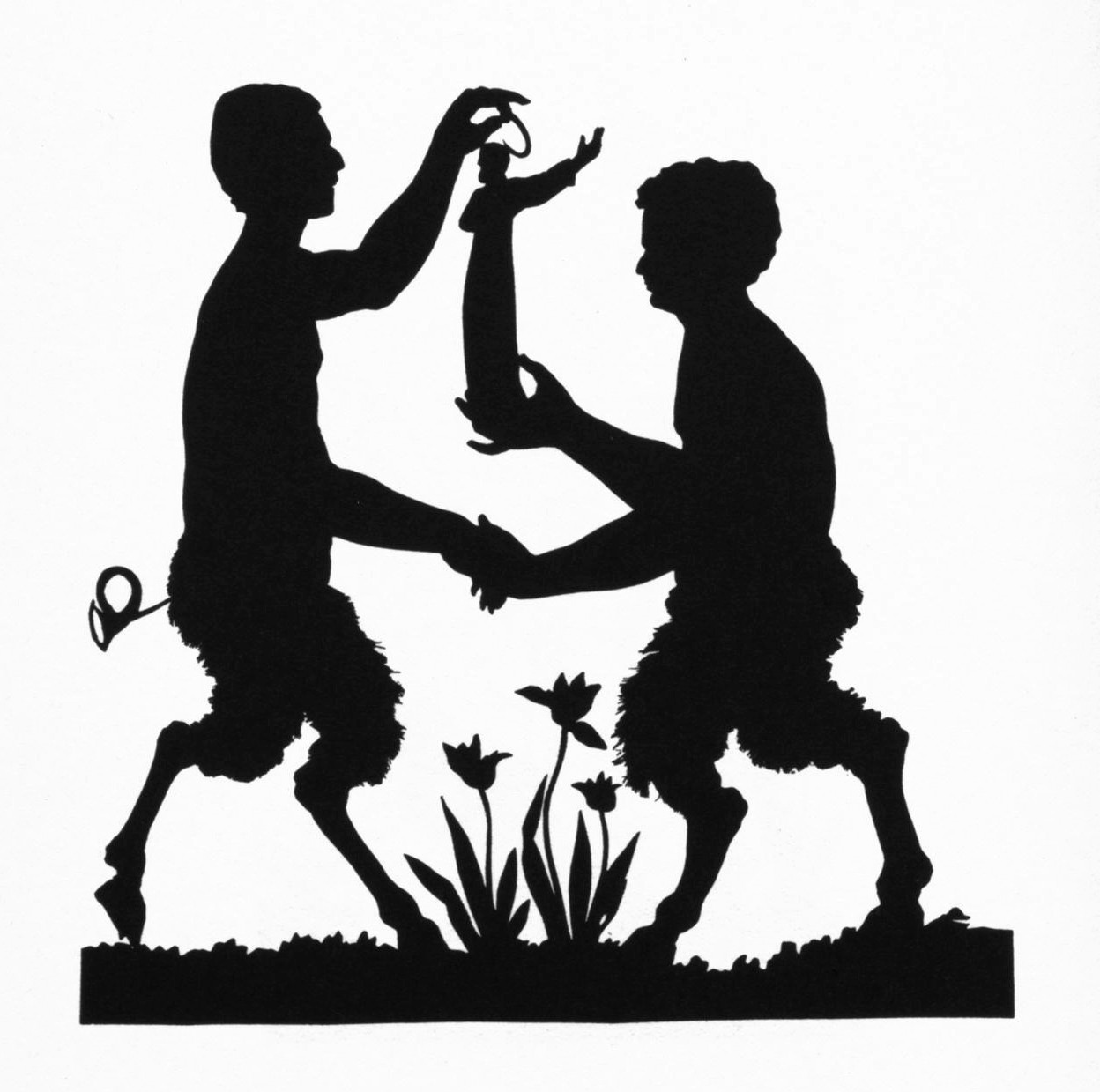
Luise Duttenhofer, Heinrich Rapp, den Ruhm Danneckers verkündend

Der mit Rapp befreundete Maler Hetsch schuf zwei Porträts von ihm, das eine aus der Zeit seiner Verheiratung, das andere zeigt ihn in späteren Jahren. Von Dannecker wurde ein Porträtmedaillon in Ton gestaltet, das Rapp im höheren Alter zeigt. Dannecker, der beim Tod seines langjährigen Freundes Rapp anwesend war und diesem die Augen schloss, schrieb auch einen Nachruf auf ihn, der im Schwäbischen Merkur und im Kunstblatt erschien. Von Luise Duttenhofer stammt ein Scherenschnitt, der Rapp als bockbeinigen Faun zeigt, wie er den Ruhm Danneckers in Form einer Christusstatue verkündet. Das Haus Rapps wurde im Zweiten Weltkrieg zerstört.